# Schizo
Schizo je italská thrash/black/death metalová kapela, která byla založena roku 1984 v sicilském městě Catania. Je to jedna z nejznámějších raných italských metalových kapel vedle např. Necrodeath a Bulldozer. Mezi inspirace skupiny patřily kapely Venom, Discharge, Sodom a Hellhammer.
Debutové studiové album s názvem Main Frame Collapse vyšlo v roce 1989. V letech 1999–2005 byla neaktivní.

## Historie
V sicilském městě Catania se v roce 1984 dala dohromady dvojice muzikantů Alberto a S.B. V roce 1985 nahráli kultovní demonahrávku Thrash the Unthrashable - Thrash to Kill!!! a v roce 1986 další s názvem Total Schizophrenia (již s bubeníkem Carlem). Z dema Main Frame Collapse (1987) se udělala promokazeta pro hudební vydavatelství. V roce 1988 se ke kapele jako výpomoc připojil vokalista Ingo ze spřízněné smečky Necrodeath a kvarteto v květnu 1988 natáčí debutové album Main Frame Collapse, vychází oficiálně v únoru 1989.

## Diskografie
Dema
- Thrash the Unthrashable - Thrash to Kill!!! (1985)
- Rehearsal 9-9-1986 (1986)
- Total Schizophrenia (1986)
- Main Frame Collapse (1987)
- Wounds (In the Clay) (1992)

Studiová alba
- Main Frame Collapse (1989)
- Cicatriz Black (2007)
- Hallucination Cramps (2010)
- Rotten Spiral (2016)

EP
- Sounds of Coming Darkness (1995)

Kompilační alba
- Before the Collapse: The Complete Recollection 1985–1987 (2016)
- Delayed Death: 1984/1989 - The Years of Collapse (2021)

Živá alba
- Live from Collapse (2022)

Split nahrávky
- Total Insanity Split (2019) – dvouskladbový split 7" vinyl společně s italskou kapelou Camera Obscura Two